# John de Ferrers, 1. Baron Ferrers of Chartley
John de Ferrers, 1. Baron Ferrers of Chartley (* 20. Juni 1271 in Cardiff; † September 1312) war ein englischer Adliger, der 1312 als Seneschall der Gascogne diente.

## Herkunft und Erbe
John de Ferrers entstammte der anglonormannischen Familie Ferrers. Er war der älteste Sohn von Robert de Ferrers und dessen zweiten Frau Eleanor de Bohun. Sein Vater hatte während des Zweiten Kriegs der Barone als Rebell gegen den König fast den gesamten immensen Familienbesitz und den Titel Earl of Derby verloren. Der Großteil der Besitzungen fiel an Edmund of Lancaster, einen jüngeren Sohn von König Heinrich III. John erbte nach dem Tod seines Vaters 1279 nur das Gut von Chartley in Staffordshire. Als er 1293 volljährig wurde und König Eduard I. huldigte, erhielt er dazu als Erbe seiner 1281 verstorbenen Großmutter Margaret de Quincy deren Güter Southoe, Keyston und Teile von Eynesbury in Huntingdonshire. Als Erbe seiner Cousine Cecily, der Frau von Godfrey de Beaumont erhielt er 1294 Bugbrooke in Northamptonshire. Dazu beanspruchte er weiter die von seinem Vater verlorenen Familienbesitzungen. Zwischen 1298 und 1300 heiratete er Hawise, die Witwe von William Mortimer und Tochter von Sir Robert de Mucegros. Sie brachte Ländereien in Somerset, Gloucestershire, Berkshire und Buckinghamshire mit in die Ehe.

## Dienst unter Eduard I.
Im Dienst von König Eduard I. gehörte er 1294 zur Eskorte der Königstochter Eleonore, als diese zu ihrer Heirat nach Frankreich reiste. 1297 gehörte Ferrers zur Eskorte von Margaret, einer weiteren Königstochter, die mit Herzog Johann II. von Brabant verheiratet war. Im selben Jahr gehörte er jedoch zu den Baronen, die gegen die andauernden Kriege des Königs protestierten, da für diese sowohl Steuern erhoben wurden und dazu die Barone auch noch Kriegsdienste leisten mussten. Dabei wurde Ferrers neben Roger Bigod, 5. Earl of Norfolk und Humphrey de Bohun, 3. Earl of Hereford als einziger Baron in der Urkunde De tallagio namentlich genannt, in der die Adelsopposition ihre Forderungen niedergeschrieben hatte. Dabei war Ferrers wohl weniger einer der Führer der Adelsopposition, sondern wurde nur aufgrund des früheren gräflichen Rangs seiner Familie genannt. Obwohl er damit ein offener Gegner des Königs war, wurde Ferrers zwischen Februar 1299 und Oktober 1311 zu den Parlamenten eingeladen, weshalb er als Baron Ferrers of Chartley gilt. Während des Schottischen Unabhängigkeitskriegs nahm er 1298, 1301, 1303 und 1306 an Feldzügen nach Schottland teil.

## Kampf um die verlorenen Güter seines Vaters
Letztlich war Ferrers zwar kaum politisch tätig, sondern versuchte weiterhin vor allem, die Ländereien seines Vaters von Edmund of Lancaster und dessen Sohn Thomas zurückzuerhalten. Um 1297 wandte er sich an Papst Bonifatius VII., um vom Klerus Gelder eintreiben zu können, um die von Edmund of Lancaster verlangten £ 50.000 für den Rückerwerb seiner Ländereien aufzubringen. Natürlich lehnte der Papst dieses Ansinnen ab, doch um 1300 wandte sich Ferrers erneut an Papst, damit dieser seine Klagen gegen Thomas of Lancaster unterstütze, in der Ferrers von Lancaster £ 20.000 für entgangene Einkünfte forderte. Dabei wurde Ferrers von Erzbischof Robert Winchelsey unterstützt, der am 24. Januar 1300 einen Brief an Kardinal Matteo d’Acquasparta schrieb, in der er um Unterstützung für Ferrers bat. Der Papst beauftragte daraufhin Winchelsey, sich mit der Klage von Ferrers zu befassen. Anscheinend fand das Verfahren zwischen dem 30. Mai und dem 27. Juni 1300 statt, doch danach verwies Winchelsey die Klage zum Entscheid nach Rom. Lancaster hatte jedoch zwischenzeitlich von Eduard I., seinem königlichen Onkel die Zusicherung erhalten, dass vor einem geistlichen Gericht nicht über weltliche Lehen verhandelt werden dürfe. Diese Entscheidung des Königs wurde sowohl Winchelsey wie auch Ferrers zugestellt, womit die Klage hinfällig war. Danach verklagte Lancaster den Erzbischof auf Zahlung der unglaublichen Summe von £ 100.000, doch die Verhandlungen über eine Zahlung dieser Summe wurden nie abgeschlossen. Ferrers selbst musste sich für seine Aktionen und Klagen selbst vor dem königlichen Gericht verantworten, wurde jedoch zu keinen gravierenden Strafen verurteilt. Mit Unterstützung des Prince of Wales Eduard beschuldigte er jedoch 1307 Walter Langton, den King’s Treasurer, der Parteinahme für Lancaster. Langton wurde vom König begnadigt, was Ferrers vergeblich als Fälschung bezeichnete. Als der Prince of Wales wenig später als Eduard II. König wurde, benutzte er jedoch diesen Fall, um gegen den von ihm gehassten Langton vorzugehen.

## Seneschall der Gascogne
Eduard II. ernannte Ferrers ihm September 1311 zum Verwalter von Gloucester Castle und im Januar 1312 zum Seneschall der Gascogne. Nach seiner Ankunft in Südwestfrankreich geriet Ferrers sofort in einen Streit mit dem mächtigen Baron Amanieu d'Albret, wobei der genaue Streitgrund ungekannt ist. Der König war gezwungen, Gesandte in die Gascogne zu senden, um den Streit beizulegen. Im August 1312 wurden die Beteiligten aufgefordert, sich vor dem König zu verantworten. Ferrers starb jedoch noch im September 1312 in der Gascogne, angeblich wurde er vergiftet.

## Nachkommen
Aus seiner Ehe mit Hawise de Mucegros hatte Ferres mehrere Kinder, darunter:
- John de Ferrers, 2. Baron Ferrers of Chartley († 1324)
- Robert de Ferrers, 3. Baron Ferrers of Chartley (1309–1350)

Sein Erbe wurde sein ältester Sohn John. Dieser war 1321 noch minderjährig und starb bereits vor dem 23. Juli 1324. Daraufhin wurde Ferrers jüngerer Sohn Robert, der zu diesem Zeitpunkt ebenfalls noch minderjährig war, zum Erben des Titels und der Güter.